# Eurocopter EC120 Colibri

Ritning av EC120

EC 120 B, numera H 120 (eller Colibri som den även kallas), är en lätt enmotorig helikopter från Airbus Helicopters (tidigare Eurocopter).

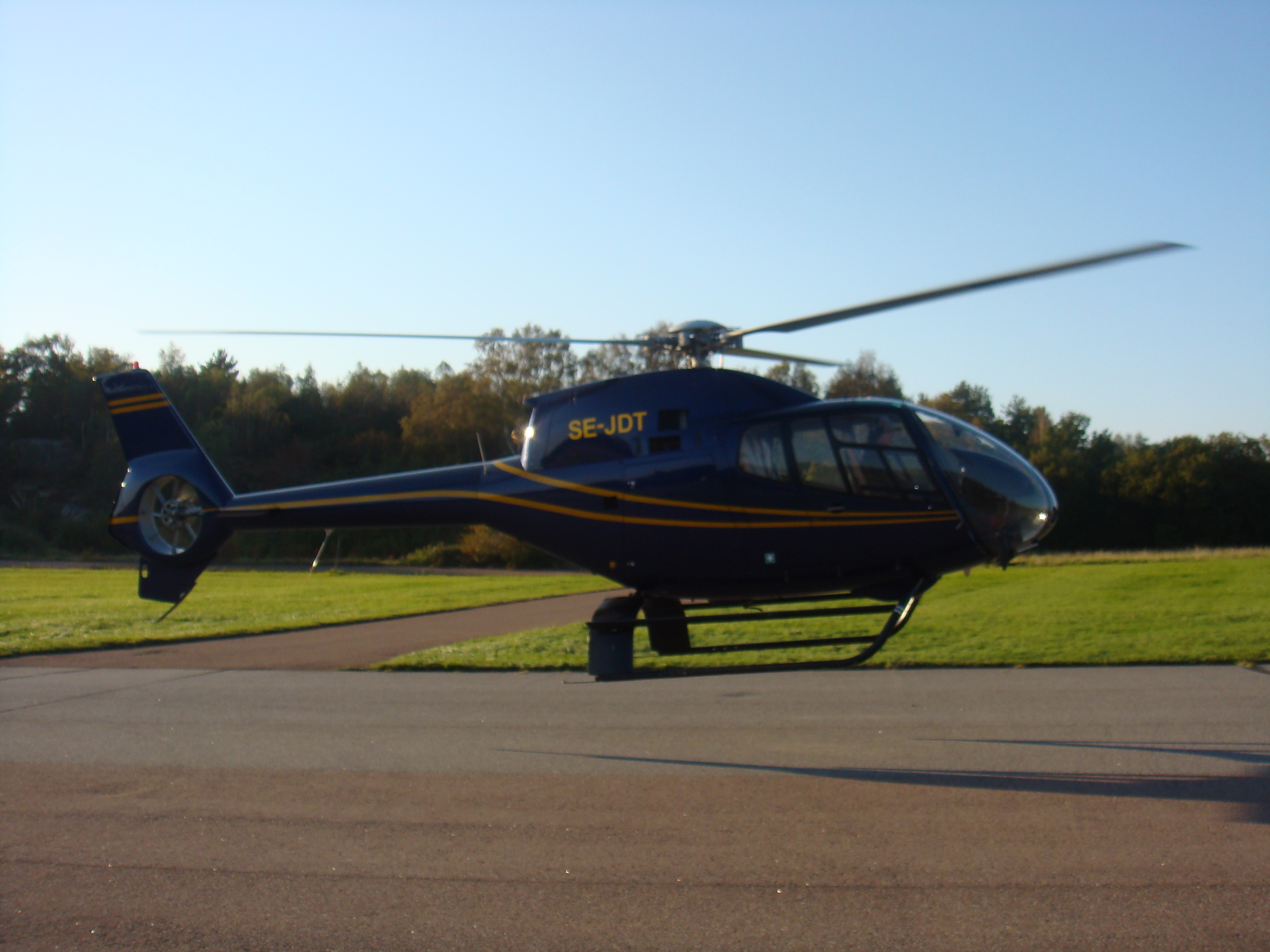
EC 120 på Säve flygplats under en första EK flygning

EC 120 drivs med drivmedlet Jet A-1 och anses vara en för helikopterindustrin miljövänlig och tyst helikopter. Såsom alla andra Eurocopters helikoptrar roterar rotorn medurs. 

## Data
- Passagerare: pilot + 4, totalt 5 personer ombord.[2]

- Räckvidd: 383 nm (710 km)
- Marschfart: 120 knop (223 km/h)